# Liste des chefs d'État de Madagascar
Ce tableau recense les souverains et chefs d'État malgaches depuis 1787, début du règne d’Andrianampoinimerina, qui unifie les royaumes merinas vers 1806. Le général Gallieni renverse la monarchie et impose la colonisation française en 1897, qui dure jusqu'à la proclamation d'une République autonome en 1958, puis l'indépendance de Madagascar en 1960.
Les chefs d’État malgaches portent actuellement le titre de Président de la République de Madagascar.

## Monarchie
| Nom                  | Début du règne  | Fin du règne    | Titre |
| -------------------- | --------------- | --------------- | ----- |
| Andrianampoinimerina | 1787            | 1810            | Roi   |
| Radama Ier           | 1810            | 27 juillet 1828 | Roi   |
| Ranavalona Ire       | 27 juillet 1828 | 18 août 1861    | Reine |
| Radama II            | 18 août 1861    | 11 mai 1863     | Roi   |
| Rasoherina           | 11 mai 1863     | 2 avril 1868    | Reine |
| Ranavalona II        | 2 avril 1868    | 13 juillet 1883 | Reine |
| Ranavalona III       | 13 juillet 1883 | 28 février 1897 | Reine |

Du 28 février 1897 au 1er mai 1959, Madagascar est une colonie française.

## Protectorat et colonie française
Les résidents et gouverneurs de la période coloniale étaient :
| Début du mandat | Fin du mandat     | Nom                                    | Titre                                                            |
| --- | ----------------- | -------------------------------------- | ---------------------------------------------------------------- |
| 6 août 1896, annexion par la France                                                                                          |                   |                                        |                                                                  |
| 28 février 1897, fin officielle du protectorat français de Madagascar et création de la colonie de Madagascar et dépendances |                   |                                        |                                                                  |
| 6 août 1896 | 31 juillet 1897   | Joseph Simon Gallieni                  | Gouverneur militaire                                             |
| 31 juillet 1897 | 25 avril 1899     | Joseph Simon Gallieni                  | Gouverneur général                                               |
| 25 avril 1899 | juillet 1900      | Théophile Noël Daniel Pennequin        | Gouverneur général (par intérim)                                 |
| juillet 1900 | 11 mai 1905       | Joseph Simon Gallieni                  | Gouverneur général                                               |
| 11 mai 1905 | Décembre 1905     | Charles Louis Lepreux                  | Faisant fonction de Gouverneur général                           |
| Décembre 1905 | 13 décembre 1909  | Victor Augagneur                       | Gouverneur général                                               |
| 13 décembre 1909 | 16 janvier 1910   | Hubert Auguste Garbit                  | Faisant fonction de gouverneur général (1er mandat)              |
| 16 janvier 1910 | 31 octobre 1910   | Henri François Charles Cor             | Faisant fonction de gouverneur général                           |
| 31 octobre 1910 | 5 août 1914       | Albert Jean George Marie Louis Picquié | Gouverneur général                                               |
| 5 août 1914 | 13 octobre 1914   | Hubert Auguste Garbit                  | Faisant fonction de gouverneur général (2e mandat)               |
| 13 octobre 1914 | 24 juillet 1917   | Hubert Auguste Garbit                  | Gouverneur général (2e mandat)                                   |
| 24 juillet 1917 | 1er août 1918     | Martial Henri Merlin                   | Gouverneur général                                               |
| 1er août 1918 | 12 juillet 1919   | Abraham Schrameck                      | Gouverneur général                                               |
| 12 juillet 1919 | 22 juin 1920      | Marie Casimir Joseph Guyon             | Faisant fonction de gouverneur général                           |
| 22 juin 1920 | 13 mars 1923      | Hubert Auguste Garbit                  | Gouverneur général (3e mandat)                                   |
| 13 mars 1923 | 20 février 1924   | Auguste Charles Désiré Emmanuel Brunet | Faisant fonction de gouverneur général                           |
| 20 février 1924 | 30 janvier 1929   | Marcel Olivier                         | Gouverneur général                                               |
| 30 janvier 1929 | 1er mai 1930      | Hugues Jean Berthier                   | Faisant fonction de gouverneur général                           |
| 1er mai 1930 | 22 avril 1939     | Léon Henri Charles Cayla               | Gouverneur général                                               |
| 22 avril 1939 | 10 juin 1939      | Léon Maurice Valentin Réallon          | Faisant fonction de gouverneur général                           |
| 10 juin 1939 | 30 juillet 1940   | Jules Marcel de Coppet                 | Gouverneur général                                               |
| 30 juillet 1940 | 11 avril 1941     | Léon Henri Charles Cayla               | Gouverneur général (2e mandat)                                   |
| 11 avril 1941 | 30 septembre 1942 | Armand Léon Annet                      | Gouverneur général                                               |
| 5 mai 1942, débarquement britannique à Diégo Suarez (opération « Ironclad »)                                                 |                   |                                        |                                                                  |
| 5 mai 1942 | 5 novembre 1942   | Robert Sturges                         | Commandeur, Administrateur des territoires occupés (Royaume-Uni) |
| 25 septembre 1942 | 1943              | Anthony Sillery                        | Administrateur des territoires occupés (Royaume-Uni)             |
| 30 septembre 1942 | 7 janvier 1943    | Victor Marius Bech                     | Faisant fonction de gouverneur général                           |
| 7 janvier 1943 | 3 mai 1943        | Paul Louis Victor Marie Legentilhomme  | Gouverneur général                                               |
| 3 mai 1943 | 27 mars 1946      | Pierre de Saint-Mart                   | Gouverneur général                                               |
| 27 mars 1946 | 19 mai 1946       | Robert Boudry                          | Faisant fonction de gouverneur général                           |
| 19 mai 1946 | 27 octobre 1946   | Jules Marcel de Coppet                 | Gouverneur général (2e mandat)                                   |
| 27 octobre 1946, territoire d'outre-mer de l'Union française                                                                 |                   |                                        |                                                                  |
| 27 octobre 1946 | Février 1948      | Jules Marcel de Coppet                 | Haut commissaire                                                 |
| Février 1948 | 3 février 1950    | Pierre Gabriel Adhéaume de Chevigné    | Haut commissaire                                                 |
| 3 février 1950 | Octobre 1954      | Robert Isaac Bargues                   | Haut commissaire                                                 |
| Octobre 1954 | 14 octobre 1958   | Jean Louis Marie André Soucadaux       | Haut commissaire                                                 |
| 14 octobre 1958, abrogation de l'annexion et proclamation de la république dans le cadre de la Communauté française.         |                   |                                        |                                                                  |
| 14 octobre 1958 | 1er mai 1959      | Jean Louis Marie André Soucadaux       | Haut commissaire                                                 |
| 26 juin 1960, proclamation de l'indépendance                                                                                 |                   |                                        |                                                                  |

## Véhicules officiels du président de la République de Madagascar

### Automobiles
- 1960 : Cadillac DeVille utilisée par Philibert Tsiranana
- 2006 : Mercedes-Benz Classe G blindée, utilisée par Marc Ravalomanana
- 2016 : Mercedes-Benz Classe S600 V12 Blindée utilisée par Hery Rajaonarimampianina
- 2017 : Toyota Land Cruiser 200 utilisée par Hery Rajaonarimampianina
- 2018 : Karenjy Mazana II utilisée par Hery Rajaonarimampianina
- 2019 : Cadillac Escalade utilisée par Andry Rajoelina

### Aéronefs
- 2008 : Boeing 737 Next Generation acheté à 60 millions de dollars américains par Marc Ravalomanana, il est vendu à 25 millions de dollars en 2012 par Andry Rajoelina.